# Aleksandr Tichonovič Grečaninov
Aleksandr Tichonovič Grečaninov (in russo Александр Тихонович Гречанинов?, Alexander Tikhonovich Gretchaninov; Mosca, 25 ottobre 1864 – New York, 3 gennaio 1956) è stato un compositore russo naturalizzato statunitense dell'epoca romantica.

## Biografia
Grečaninov iniziò a studiare musica tardi perché suo padre, un uomo d'affari, voleva che il ragazzo prendesse in consegna l'azienda di famiglia. Grečaninov stesso rivelò che non aveva mai visto un pianoforte fino all'età di 14 anni, e iniziò i suoi studi di musica presso il Conservatorio di Mosca nel 1881, contro il volere del padre e sua insaputa. I suoi docenti principali sono stati Sergej Taneev e Anton Arenskij. Alla fine del 1880, dopo un litigio con Arenskij, si trasferì a San Pietroburgo, dove ha studiato composizione e orchestrazione con Nikolaj Rimskij-Korsakov fino al 1893. Rimskij-Korsakov ha immediatamente riconosciuto la straordinaria fantasia musicale di Grečaninov e il suo talento, e gli ha dedicato molto del suo tempo, dandogli anche un consistente aiuto finanziario. Ciò ha consentito al giovane, i cui genitori non lo sostenevano, di sopravvivere. Ne nacque una grande amicizia, conclusasi solo nel 1908 con la morte di Rimskij-Korsakov. A causa di ciò, non è sorprendente che si possa percepire l'influenza di Rimskij-Korsakov nelle prime opere di Grečaninov, come il suo quartetto per archi nº 1, una composizione premiata.
Verso il 1896, Grečaninov ritornò a Mosca e si occupò di scrivere per il teatro, l'opera, e la Chiesa ortodossa russa. Le sue opere, soprattutto quelle vocali, hanno ottenuto un notevole successo in Russia, ed anche i suoi lavori strumentali ottennero consensi sempre più ampi. Nel 1910, era considerato un compositore talmente significativo che lo zar gli assegnò un vitalizio annuo.
Anche se Grečaninov visse in Russia per molti anni dopo la Rivoluzione, scelse alla fine di emigrare, prima in Francia nel 1925, e poi negli Stati Uniti nel 1939. Rimase negli Stati Uniti per il resto della sua vita e alla fine divenne cittadino americano. Morì a New York all'età di 91 anni ed è sepolto all'esterno della chiesa di Farms Rova, un'enclave russa nel Jackson Township, Ocean County, New Jersey.

## Opere
La maggior parte dei manoscritti Grečaninov sono conservati presso la Divisione Musicale della New York Public Library.
Grečaninov ha scritto cinque sinfonie, delle quali la prima diretta da Rimsky-Korsakov, quattro quartetti d'archi, i primi due dei quali hanno vinto premi importanti, due trio, sonate per violino, violoncello, clarinetto, pianoforte e balalaica, molte opere, una serie di canzoni Les Fleurs du Mal op. 48 (su testi di Baudelaire) e molte altre composizioni.
Come Vladimir Rebikov, la sua posizione nella storia della musica russa è stata principalmente di transizione, la sua musica in precedenza apparteneva saldamente alla precedente tradizione romantica, mentre le sue tarde opere hanno subito l'influenza delle correnti a cui hanno attinto anche Igor' Stravinskij e Sergej Prokof'ev.
Esistono anche abbozzi di una sesta sinfonia incompiuta del 1940.

## Composizioni

### Orchestra
- Sinfonia No.1, op.6 (1894)
- Concerto per violoncello, op.8 (1895)
- Sinfonia No.2, op.27 (1908)
- Sinfonia No.3, op.100 (1923)
- Sinfonia No.4, op.102 (1927)
- Concerto per violino, op.132 (1932)
- Sinfonia No.5, op.153 (1936)
- Concerto per flauto, arpa ed archi, op.159 (1938)

### Vocale
- Molte opere liriche
- Lieder (ciclo "Les Fleurs du mal" op. 48)
- Sonetti romani op. 160, per voce e pianoforte (testo russo)
  - Piazza di Spagna op. 160 n. 1
  - Fontana della Tartaruga op. 160 n. 2
  - Triton op. 160 n. 3
  - Il tramontare del sole al Pincio op. 160 n. 4
  - Fontana di Trevi op. 160 n. 5
- Vers la victoire (Toward Victory) (1943)

### Vocale liturgico
- La settimana di Passione, op.58 (1911)
- Chvalite Boga, op.65
- Liturgica Domestica, op.79 (1917)
- Missa Oecumenica, op.142 (1936)
- Missa Festiva, op.154 (1937)
- Missa Sancti Spiritus, op.169 (1940)
- Et in Terra Pax, mass, op.166 (1942)

### Musica da camera
- Quattro quartetti d'archi (1893, 1914, 1916, 1929)
- Due trio per pianoforte (1906, 1931)
- Due sonate per pianoforte (1931, 1942)
- Pezzi per pianoforte solista (Beads e altri)